# Grenzallee (Berlins tunnelbana)

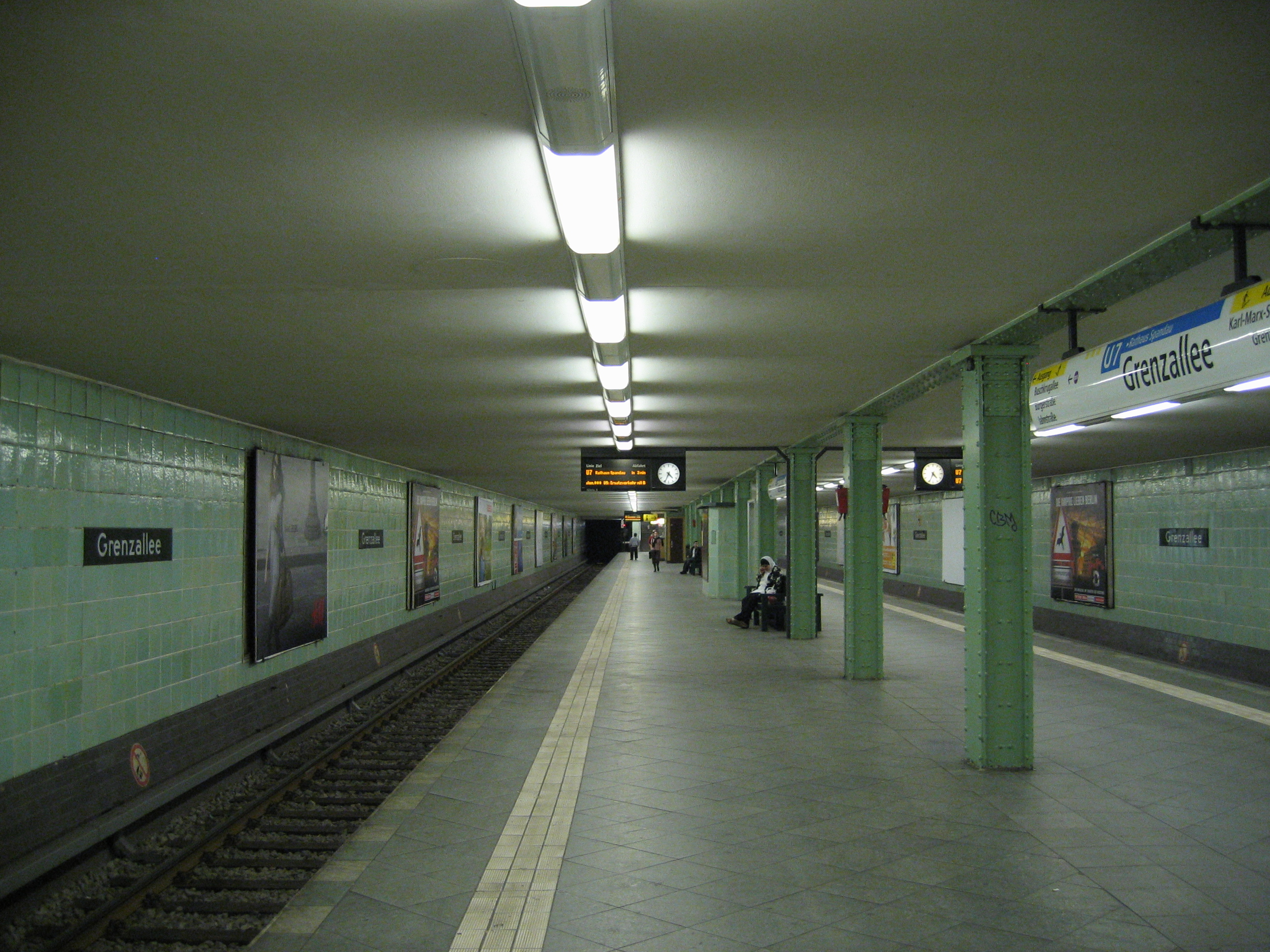
Stationen Grenzallee i Neukölln.

Grenzallee är en tunnelbanestation i Berlins tunnelbana på linje U7 i Neukölln. Den öppnade för trafik 21 december 1930. Stationen utformades av Alfred Grenander. Den var under många år slutstation för linjen CI. 1959 inleddes arbetena med att förlänga linjen vidare söderut och 1963 upphörde Grenzallee att vara slutstation. 1966 införde BVG nya linjebeteckningar och sedan dess trafikeras Grenzallee av linje U7.